# Primary van Illinois 2008
De primary van Illinois is een voorverkiezing die op 5 februari 2008 werd gehouden, de dag van Super Tuesday. De Republikeinse primary werd op 27 mei 2008 gehouden. Barack Obama en John McCain wonnen.

## Democraten
| Legenda: | Teruggetrokken voor de primary |

| Illinois Democratische primary 2008 | Illinois Democratische primary 2008 | Illinois Democratische primary 2008 | Illinois Democratische primary 2008 |
| Kandidaat                           | Stemmen                             | Percentage                          | Nationale gedelegeerden             |
| ----------------------------------- | ----------------------------------- | ----------------------------------- | ----------------------------------- |
| Barack Obama                        | 1.301.954                           | 64,57%                              | 104                                 |
| Hillary Clinton                     | 662.845                             | 32,87%                              | 49                                  |
| John Edwards                        | 39,001                              | 1.93%                               | 0                                   |
| Dennis Kucinich                     | 4.148                               | 0,21%                               | 0                                   |
| Joe Biden                           | 3.727                               | 0,18%                               | 0                                   |
| Bill Richardson                     | 3.486                               | 0,17%                               | 0                                   |
| Christopher Dodd                    | 1.155                               | 0,06%                               | 0                                   |
| Totaal                              | 2.016,316                           | 100,00%                             | 153                                 |

## Republikeinen
| Kandidaten        | Stemmen | Percentage | Nationale gedelegeerden |
| ----------------- | ------- | ---------- | ----------------------- |
| John McCain       | 426.777 | 47,45%     | 54                      |
| Mitt Romney       | 257.265 | 28,60%     | 2                       |
| Mike Huckabee     | 148.053 | 16,46%     | 0                       |
| Ron Paul          | 45.055  | 5,01%      | 0                       |
| Rudy Giuliani*    | 11.837  | 1,32%      | 0                       |
| Fred Thompson*    | 7.259   | 0,81%      | 0                       |
| Alan Keyes        | 2.318   | 0,26%      | 0                       |
| Jim Mitchell, Jr. | 483     | 0.05%      | 0                       |
| Tom Tancredo      | 375     | 0,04%      | 0                       |
| Totaal            | 899.422 | 100%       | 56                      |

* Teruggetrokken voor de primary